# Alise Willoughby
Alise Rose Willoughby (nascida como Alise Rose Post, St. Cloud, 17 de janeiro de 1991) é uma desportista estado-unidense que compete no ciclismo na modalidade de BMX. Está casada com o ciclista australiano Sam Willoughby.
Participou em dois Jogos Olímpicos de Verão, nos anos 2012 e 2016, obtendo uma medalha de prata em Rio de Janeiro 2016, na corrida feminina.
Ganhou sete medalhas no Campeonato Mundial de Ciclismo BMX entre os anos 2010 e 2019.

## Palmarés internacional
| Jogos Olímpicos    | Jogos Olímpicos                | Jogos Olímpicos   | Jogos Olímpicos |
| Ano                | Lugar                          | Medalha           | Competição      |
| ------------------ | ------------------------------ | ----------------- | --------------- |
| 2016               | Rio de Janeiro Brasil          | Medalha de prata  | Corrida         |
| Campeonato Mundial |                                |                   |                 |
| Ano                | Lugar                          | Medalha           | Competição      |
| 2010               | Pietermaritzburg África do Sul | Medalha de bronze | Corrida         |
| 2013               | Auckland Nova Zelândia         | Medalha de prata  | Contrarrelógio  |
| 2014               | Roterdão Países Baixos         | Medalha de prata  | Corrida         |
| 2015               | Zolder Bélgica                 | Medalha de prata  | Contrarrelógio  |
| 2016               | Medellín Colômbia              | Medalha de bronze | Corrida         |
| 2017               | Rock Hill Estados Unidos       | Medalha de ouro   | Corrida         |
| 2019               | Heusden-Zolder Bélgica         | Medalha de ouro   | Corrida         |